# ウィギリウス・エリクセン
ウィギリウス・エリクセン（Vigilius Eriksen、1722年9月2日 - 1782年5月2日）は、デンマークの画家。

## 略歴
コペンハーゲンで生まれた。デンマークの宮廷画家を務めた、肖像画家のヴァール（Johan Salomon Wahl）に教えを受けた。肖像画家として知られるようになっていたが、1755年のデーマーク美術院の公募展に出展したが、肖像画の出展は規則をたてに拒否された。1757年からロシアに移り、ロシア帝室の肖像画家として働き、1772年までロシアで働き、エカチェリーナ2世や王族の肖像画を描いた。馬にまたがた軍服姿のエカチェリーナ2世の肖像については、何度か違ったサイズで描かれた。ロシアでは名声と富を獲得した。
デンマークに戻った後は、王室の肖像画家となり、デンマーク＝ノルウェーの王フレデリク5世の王妃、ユリアーネ・マリー・フォン・ブラウンシュヴァイクの肖像画などで知られる。

## 主な作品

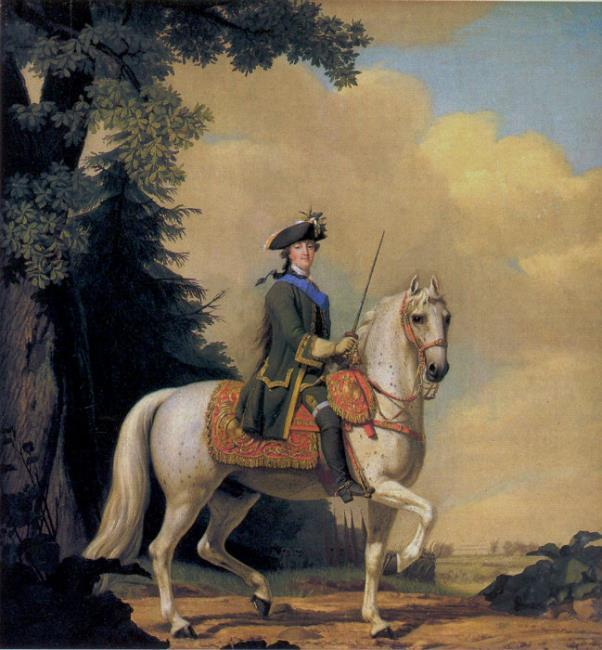
エカチェリーナ2世
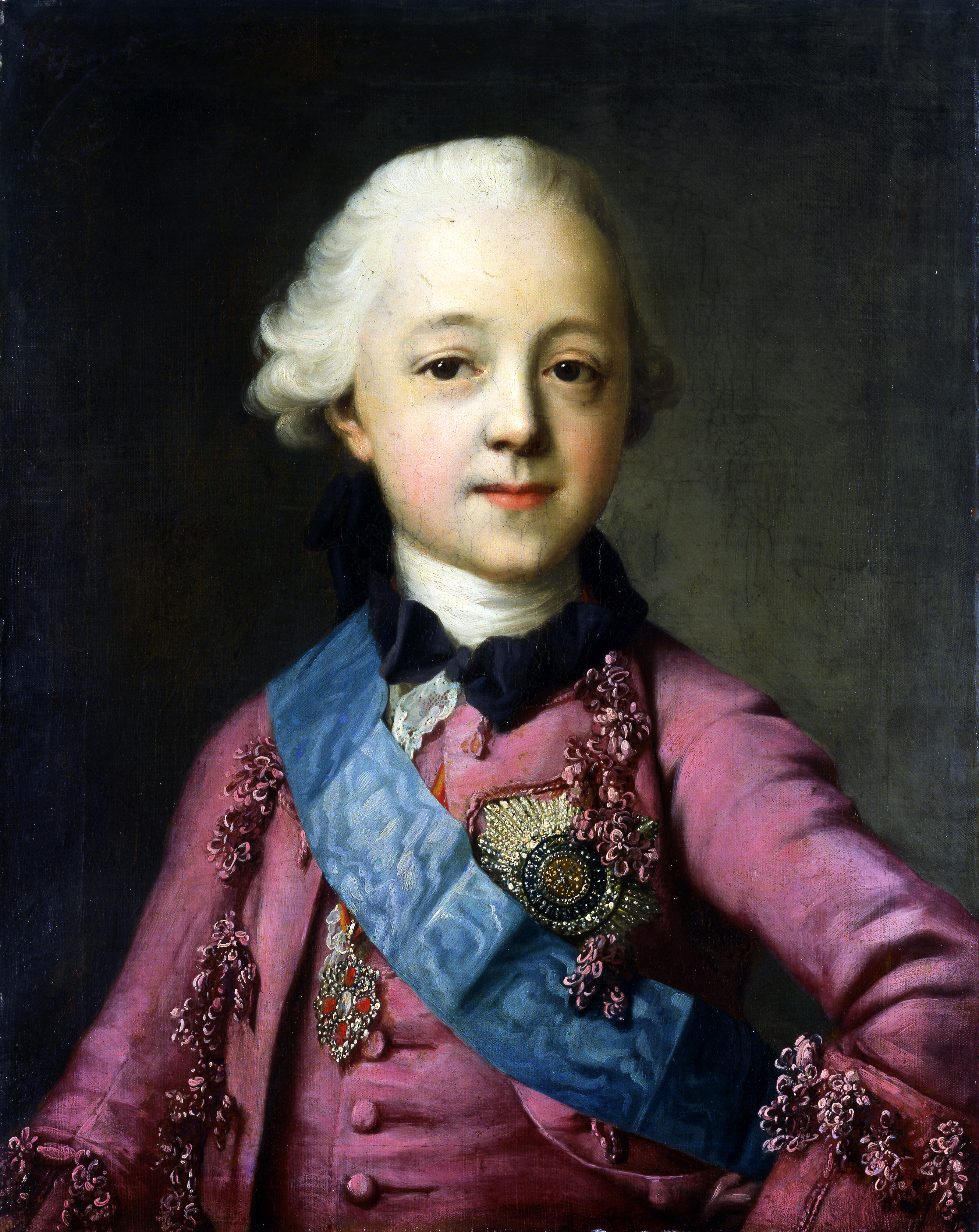
パーヴェル・ペトロヴィチ大公（後のパーヴェル1世）
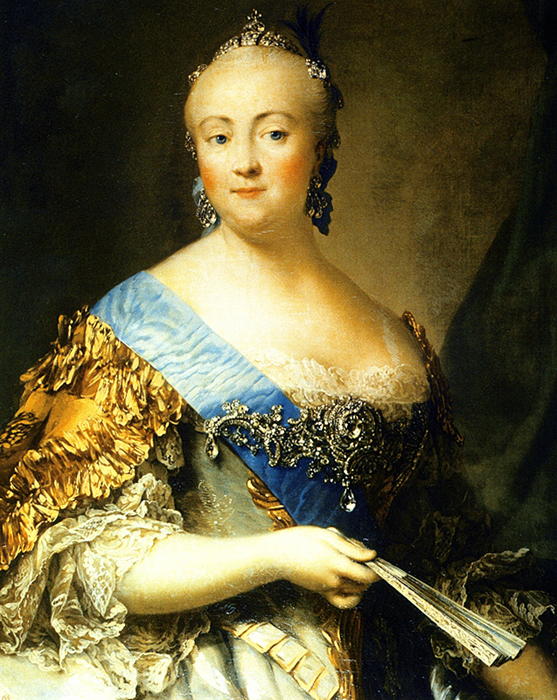
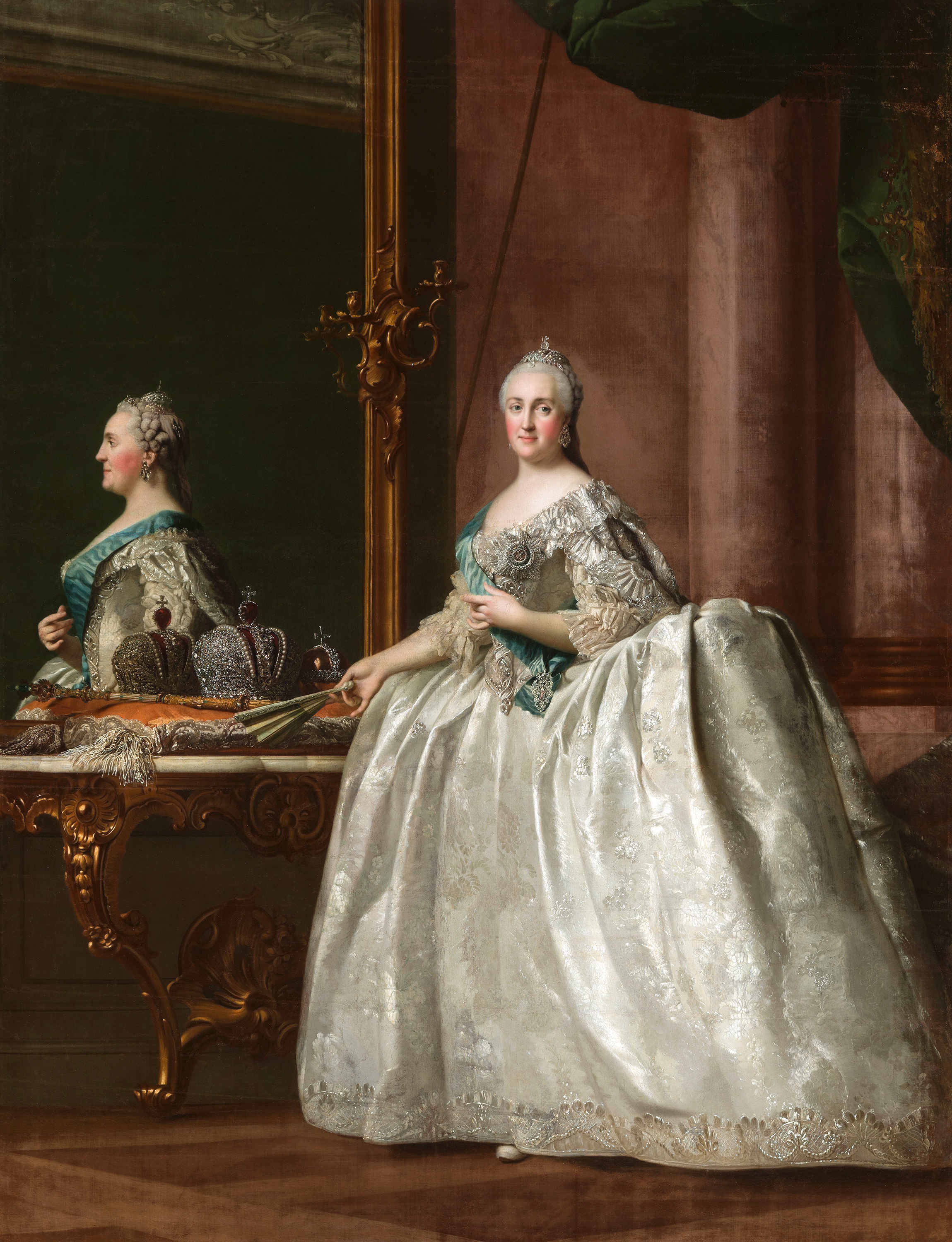
ロシア女帝エカチェリーナ2世（1762-4年頃）
デンマーク王太后ユリアーネ・マリー（1776年）